# Saposhnikovia
Saposhnikovia är ett släkte av flockblommiga växter. Saposhnikovia ingår i familjen flockblommiga växter.
Kladogram enligt Catalogue of Life:
| Saposhnikovia | \| \| Saposhnikovia divaricata \| \| \| \| \| \| Saposhnikovia seseloides \| \| \| \| |
|               | \| \| Saposhnikovia divaricata \| \| \| \| \| \| Saposhnikovia seseloides \| \| \| \| |
|               | Saposhnikovia divaricata                                                              |
|               |                                                                                       |
|               | Saposhnikovia seseloides                                                              |
|               |                                                                                       |